# Abitacolo (automobile)
L'abitacolo è la parte interna dei veicoli di trasporto terrestre, avente una capienza sufficiente ad accogliere il guidatore e passeggeri, in questa zona del veicolo si trovano il cruscotto con la strumentazione di bordo, le sedute, i comandi di guida ed altri comandi accessori complementari o meno alla guida.

## Specializzazione
La porzione di abitacolo di maggiore interesse è quella riservata al guidatore, che presenta la maggior parte dei comandi del veicolo e della strumentazione, mentre per quanto riguarda i passeggeri generalmente si limita ad un sedile che può essere reclinabile, presentare alcuni comandi per i vetri, l'accesso a vani portaoggetti o alcuni strumenti multimediali; possono essere presenti anche i comandi per l'aerazione.
Il guidatore generalmente ha una posizione spostata di lato nel veicolo, difatti i veicoli possono essere guida a destra o guida a sinistra, sono rari i veicoli con guida centrale, come nel caso della McLaren F1 con il suo abitacolo a tre posti.

Di conseguenza la strumentazione, che deve favorire la guida in sicurezza del mezzo, è posta in modo da facilitare la sua visione e generalmente è situata dinanzi al guidatore o al centro; se la strumentazione è molto estesa può coprire una porzione estesa di tutto il cruscotto del mezzo, e generalmente si preferisce porre alcuni strumenti e comandi in posizioni differenti in base alle loro funzioni, preferendo porre quelli più centrati alla condotta di guida dinanzi al guidatore, mentre gli altri comandi, come quelli multimediali, aerazione, vetreria e alcune funzioni meno usate o di sicurezza, come le quattro frecce, vengono generalmente spostate più al centro o in parte di essi sul volante.

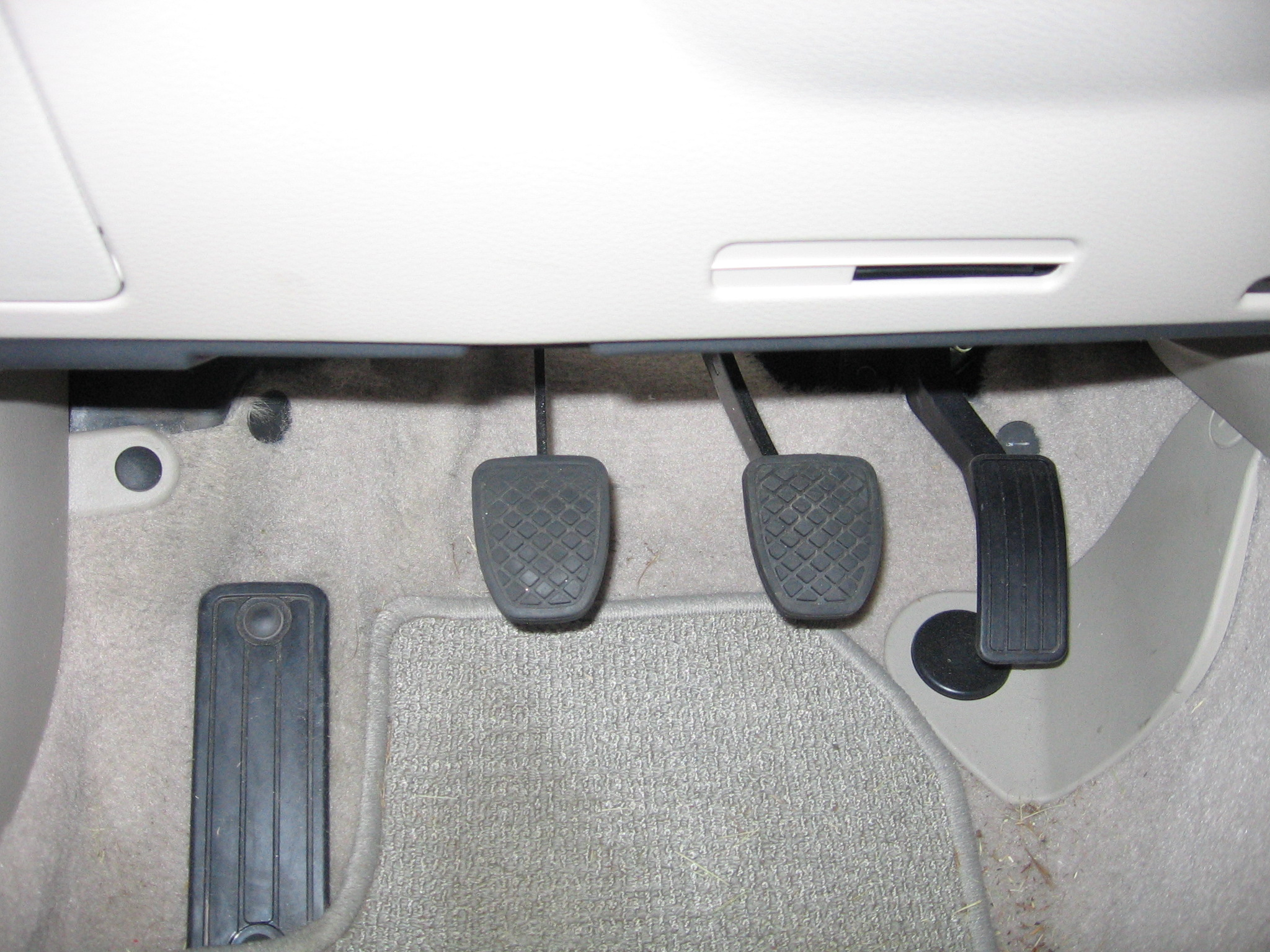
Esempio di pedaliera con poggiapiedi a sinistra

Altri strumenti di comando, come la pedaliera può essere più o meno centrata al guidatore, sia in base al numero di pedali che al tipo di guida e alla presenza o meno del poggiapiede (footrest in inglese), dove per esempio nel caso di pedaliere a tre comandi (frizione, freno e acceleratore) il pedale del freno può essere al centro del volante come nel caso di veicoli sportivi o sprovvisti del poggiapiede, mentre per i veicoli stradali, soprattutto ad uso cittadino, la pedaliera viene centrata tra il pedale della frizione e quello del freno, in modo da non dover spostare troppo la gamba per usufruire del poggiapiede.